# Brayopsis colombiana
Brayopsis colombiana är en korsblommig växtart som beskrevs av Al-shehbaz. Brayopsis colombiana ingår i släktet Brayopsis och familjen korsblommiga växter.

## Underarter
Arten delas in i följande underarter:
- B. c. colombiana
- B. c. ecuadoriana